# Boston Marathon 1948
De Boston Marathon 1948 werd gelopen op maandag 19 april 1948. Het was de 52e editie van de Boston Marathon. De Canadees Gérard Côté kwam als eerste over de streep in 2:31.02.
Het parcours is te kort gebleken. Het had namelijk niet de lengte van 42,195 km, maar 41,1 km.
In totaal finishten er 51 marathonlopers. Aan deze wedstrijd mochten geen vrouwen deelnemen.

## Uitslag
| rang   | naam                | land | tijd    |
| ------ | ------------------- | ---- | ------- |
| Goud   | Gérard Côté         | CAN  | 2:31.02 |
| Zilver | Ted Vogel           | USA  | 2:31.46 |
| Brons  | Jesse Van Zant      | USA  | 2:36.53 |
| 4      | Johnny A. Kelley    | USA  | 2:37.52 |
| 5      | Olavi Manninen      | FIN  | 2:41.05 |
| 6      | Lloyd G. Evans      | CAN  | 2:41.05 |
| 7      | Walter A. Fedorick  | CAN  | 2:41.23 |
| 8      | Luis H. Velasquez   | GUA  | 2:41.27 |
| 9      | Emilio David Mazzeo | USA  | 2:43.15 |
| 10     | Warren Dupree       | USA  | 2:43.42 |

1897 ·
1898 ·
1899 ·
1900 ·
1901 ·
1902 ·
1903 ·
1904 ·
1905 ·
1906 ·
1907 ·
1908 ·
1909 ·
1910 ·
1911 ·
1912 ·
1913 ·
1914 ·
1915 ·
1916 ·
1917 ·
1918 ·
1919 ·
1920 ·
1921 ·
1922 ·
1923 ·
1924 ·
1925 ·
1926 ·
1927 ·
1928 ·
1929 ·
1930 ·
1931 ·
1932 ·
1933 ·
1934 ·
1935 ·
1936 ·
1937 ·
1938 ·
1939 ·
1940 ·
1941 ·
1942 ·
1943 ·
1944 ·
1945 ·
1946 ·
1947 ·
1948 ·
1949 ·
1950 ·
1951 ·
1952 ·
1953 ·
1954 ·
1955 ·
1956 ·
1957 ·
1958 ·
1959 ·
1960 ·
1961 ·
1962 ·
1963 ·
1964 ·
1965 ·
1966 ·
1967 ·
1968 ·
1969 ·
1970 ·
1971 ·
1972 ·
1973 ·
1974 ·
1975 ·
1976 ·
1977 ·
1978 ·
1979 ·
1980 ·
1981 ·
1982 ·
1983 ·
1984 ·
1985 ·
1986 ·
1987 ·
1988 ·
1989 ·
1990 ·
1991 ·
1992 ·
1993 ·
1994 ·
1995 ·
1996 ·
1997 ·
1998 ·
1999 ·
2000 ·
2001 ·
2002 ·
2003 ·
2004 ·
2005 ·
2006 ·
2007 ·
2008 ·
2009 ·
2010 ·
2011 ·
2012 ·
2013 ·
2014 ·
2015 ·
2016 ·
2017 ·
2018 ·
2019 ·
2020 ·
2021 ·
2022